# Далианис, Михалис
Михалис Далианис, известный также как Хадзимихалис Далианис (греч. Χατζημιχάλης Νταλιάνης; 1775—1828) — военачальник Греческой революции; возглавлял революцию на Крите на заключительном этапе.

## Биография
Далианис родился в Делвинаки нома Янина Эпира в 1775 году.
Согласно некоторым авторам, родился в одноимённом Делвинаки Северного Эпира, нынешнего Пермети (округ) в Албании.
Вырос в Триесте, где его отец был торговцем.
Далианис получил образование в Италии и стал преуспевающим торговцем табаком и производителем табачных изделий. Имя Хадзимихалис, было дано ему после его посещения Святой земли и крещения в реке Иордан, согласно негласной традиции, укоренившейся у балканских христиан той эпохи, поскольку это соответствовало мусульманскому «хаджу».
В 1816 году вступил в тайное революционное греческое общество Филики Этерия.

## Греческая революция
С началом Греческой революции 1821 года возглавил отряд всадников, который и содержал на свои деньги.
13 июня 1825 года принял участие в Лернейской битве вместе с Иоанном Макрияннисом и Константином Мавромихалисом.
В марте 1826 года, вместе с Николаосом Криезотисом, черногорцем Мавровуниотисом и Ставросом Лиакопулосом, высадился под Бейрутом, Ливан).
Ливанский эмир Башир Шихаб II запросил помощь у революционной Греции, чтобы выступить против Османской империи. Греческое правительство, несмотря на свои ограниченные силы, решило оказать ливанцам помощь. Однако когда греческие повстанцы высадились в Бейруте, оказалось что эмир продолжал сотрудничать с османами.
С боем греческим повстанцам удалось добраться до кораблей и вернуться в Грецию.
В августе 1826 года Хадзимихалис, с конным отрядом, примкнул к силам Георгия Караискакиса.
В ноябре под командованием Караискакиса принял участие в походе в Среднюю Грецию.
Хадзимихалис принял участие в атаке в начале Битвы при Фалероне, в которой Караискакис был смертельно ранен.

## Экспедиция на Крит
Критские беженцы на Пелопоннесе, в особенности Эммануил Антониадис, содействовали отправке войск на Крит под командованием известных военачальников
Костас Боцарис и другие военачальники отказались от участия в экспедиции, в то время как Хадзимихалис принял вызов. Экспедиции не способствовали ни ситуация на Крите, пострадавшем от военных действий предыдущих лет, ни международная обстановка: Британия противилась включению Крита в возрождаемое греческое государство, Франция занимала выжидательную позицию, лишь Россия относилась к этому благосклонно.
Хадзимизалис со своей сотней кавалеристов и Антониадис вышли из Нафплиона к Криту в январе 1828 года на борту брига «Леонидас». Северо-восточнее мыса Малеас (юг Пелопоннеса) они случайно встретили британский фрегат HMS Warspite (1807), на борту которого находился Иоанн Каподистрия, направлявшийся в Нафплион принимать правление Грецией. Он принял Хадзимизалиса и Антοниадиса холодно, что было воспринято ими как безразличие к судьбе Крита.
Далианис вместе с 700 бойцами (600 пеших и 100 на конях или мулах) высадился первоначально на островке Грамвуса. Грамвуса тогда была более пиратским логовом, нежели революционным центром (см. Пиратство в годы Греческой революции). Пираты Грамвусы пытались переманить Хадзимихалиса, а сам Хадзимихалис, потеряв два месяца на переговоры с ними, решил направиться к Сфакии, центру революционных действий.
Жители Сфакия, подобно обитателям пелопоннеской Мани, только номинально признавали османскую власть. С оружием в руках они отстаивали свою свободу в ряде критских восстаний.
Хадзимихалис прибыл в Сфакию 4 марта, но сфакиоты, воевавшие непрерывно 7 лет, не проявили энтузиазма. Многие советовали ему уйти, чтобы не провоцировать османов. На слова Хадзимихалиса «не переживайте, пусть придут и 50 тысяч турок, вы увидите как воююм мы в Румелии», сфакиоты отвечали, что грекоязычные Критские мусульмане умеют воевать лучше турок, которых знал Хадзимихалис. Хадзмихалис со своими бойцами и немногими критянами взял Франгокастелло, венецианскую крепость XIV века, недалеко от побережья Ливийского моря.
Пашой в Ханья был албанец Мустафа Наили-паша. Мустафа, проводя осторожную политику, заявил выступая из города, что его целью являются только пришельцы. Не получив поддержки от критян Ханьи, Хадзимихалис решил опередить события. 8 мая он со своей кавалерией и немногими критянами под командованием Манусояннакиса неожиданно атаковал силы Османа-паши, вышедшего из Ретимнон и шедшего на соединение с Мустафой и одержал победу, Осман-паша спрятался за стенами Ретимнона, а Хадзимихалис вернулся во Франгокастелло.

## Бой у Франгокастелло
После этих событий Мустафа обратился к Хадзимихалису, которого он знал ещё по Константинополю, с письмом, требуя капитуляции. Одновременно Мустафа написал письмо к сфакиотам, информируя их, что Сфакия не является целью его похода и попросил их не вмешиваться.
Мустафа Наили-паша выступил с оттомано-албанскими силами (8000 пеших и 300 кавалеристов) 13 мая 1828 года.
16 мая он разбил лагерь в получасе от Франгокастелло. Хадзимихалис располагал 660 бойцами (из них 60 критян), при этом его кавалерия насчитывала 60 всадников.
Хадзимихалис принял рискованное решение дать бой перед крепостью. 18 мая он получил письмо от сфакиотов, которые советовали оставить крепость и занять позицию в горах. Хадзимихалис ответил: «Благодарю сфакиотов за то, что они жалеют нас. Советую им перехватывать в ущельях разбежавшихся коней паши». На повторное письмо Мануселиса, который был дружен с ним, Хадзимизалис ответил: «Пусть подымется на самую высокую вершину и смотрит как мы воюем».
18 мая Мустафа всеми силами атаковал бастионы возведённые Хадзимихалисом вне стен. Бастион, которым командовал его адъютант Аргиокастритис, Кирьякулис был взят османами. Из 123 защитником в живых осталось пятеро. Видя это, защитники других бастионов стали оставлять бастионы, направляясь к крепости, Хадзимихалис с кавалерией атаковал турок, чтобы дать возможность отступавшим скрыться за стенами крепости. У крепостных ворот шёл рукопашный бой. Поскольку ворота не закрывались, защитники крепости стали убивать мулов и завалили ворота их тушами. Хадзимихалис, видя, что не может войти в крепость, галопом попытался пройти через строй османов, при этом был окружён, но не сдался. Погиб в бою, где был убит и его конь. Отрубленную голову Хадзимихалиса османы принесли Мустафе, но бакшиша не получили, поскольку Мустафа хотел заполучить Хадзимихалиса живым. В этом бою погибло 338 греков, среди них почти все кавалеристы Хадзимихалиса
Мустафа потерял 800 человек.
Историк Коккинос ставит бой у Франгокастелло в один ряд с Битвой при Аламане Афанасия Дьяка, Битвой при Карпениси Маркоса Боцариса и битвой при Маньяки Папафлессаса.
Оставшиеся в живых защитники крепости оборонялись ещё неделю. Большинство защитников были из Эпира. Некоторые из них знали албанский язык и вели переговоры со стен с албанцами Мустафы. Албанцы и сам Мустафа с симпатией отнеслись к «землякам». 25 мая Мустафа позволил осаждённым уйти с оружием в руках.
Позже Мустафа выслал дочери Хадзимихалиса бумаги, найденные при нём, и его сломанный в бою меч, который ныне хранится в Национальном историческом музее.

## Последний бой на Крите
Мустафа, зная повадки воинственных сфакиотов и не доверяя им, торопился уйти далеко от их гор, за стены Ханья и выступил 29 мая. 600 сфакиотов устроили ему засаду у Акатсаре. Отступая перед превосходящими силами, сфакиоты подожгли кустарники. Ветер дул в направлении войск Мустафы и пожар вынудил Мустафу изменить направление. Сфакиоты вновь устроили засаду у Коракас. Сфакиоты обложили осман с 3-х сторон. Османы потеряли убитыми 1900 человек. Зная о бедности сфакиотов, османы в своём бегстве бросали серебряное и золотое оружие и ценные вещи. Сфакиоты теряли время, ссорясь из-за трофеев, что спасло осман от окончательного разгрома.

## Дросулиты
События у Франгокастелло и жертва Хадзимихалиса и его бойцов настолько впечатлили критян, что стали источником рассказов о видениях. Каждый год в конце мая, до восхода солнца и испарения росы, в районе Франгокастелло видят тени, похожие на людей. Этот оптический феномен, который продолжается до 10 минут, критяне связывают с боем у Франгокастелло, поскольку он совпадает с датой боя.
Явление получило различные интерпретации, однако критяне верят, что это души погибших.
Явление получило название Дросулитес (греч. Δροσουλίτες, от греч. Δροσιά — роса)
Гибель Хадзимихалиса и его бойцов нашла отражение во многих народных песнях Крита.